# Србомлат
Србомлат је усташка направа кориштена за брзо убијање Срба у масовним покољима током Другог свјетског рата. Оруђе се састојало од дрвене дршке са причвршћеном назубљеном металном куглом.
Усташе су између осталог користиле „србомлат“ и у масакру у Дракулићу (Шарговцу, Мотикама и руднику Раковац) 7. фебруара 1942. када је убијено 2.300 Срба.
| „ | Сјећам се да је један од кољача, док је у руци србомлат држао, да му је крв руменила подсјечене нокте, и да је други кољач одскочио корак уназад да га не би упрскао распрсли дјечји мозак из разбијене главе, и да је снијег њихове крикове упијао. | ” |